# Depersonalisationssyndrom
Depersonalisationssyndrom eller depersonalisations- och derealisationssyndrom är en psykisk störning som innebär att den drabbade upplever långvariga och plågsamma overklighetskänslor, det vill säga depersonalisation och derealisation.

## Symptom
Såväl depersonalisation som derealisation kan vara tillfälliga upplevelser vid extrem trötthet, deprivation, akut stress eller trauma. Vid sådana reaktioner upplever den som drabbats av tillstånden det som att han eller hon kan betrakta sig själv utifrån, upplever kroppen eller personligheten som om de är främmande, uppfattar händelser som om de går i slow motion, att omgivningen och händelser är drömlika, avlägsna, overkliga eller som en film, att personens egna handlingar sker per automatik eller slumpartat, att intrycken av verkligheten bleknar bort, eller att människor i omgivningen beter sig som om de spelade teaterroller. Vid depersonalisationssyndrom uppträder sådana känslor återkommande och ofta, utan att det finns en utlösande faktor. Det är mycket vanligt att den som drabbats avflackas känslomässigt, att personen inte reagerar på stimuli med motsvarande arousal eller någon valens. Däremot har de drabbade en intakt verklighetsuppfattning, så till vida att personerna inser att upplevelserna är inre upplevelser.
Några kännetecken på depersonalisationssyndrom är att drabbade ofta stirrar ut i tomma intet utan att tänka på något (transtillstånd), glömmer att de gjort en viss sak nyligen (de minns inte att de satt på kaffe, slängt soporna, etc), kan ignorera smärta, och beter sig mycket olikartat vid olika tillfällen som om personligheten var flera olika. Vid mycket svåra fall uppkommer symtomen flera gånger per dag. För att tillståndet, om det föreligger, ska betraktats som en psykisk störning måste det vara återkommande, långvarigt och hämma personen i vardagen. 
ICD-10 räknar depersonalisationssyndrom till neuroserna. Såväl DSM-IV som DSM-5 räknar det dock som en dissociativ störning.

## Differentialdiagnoser
En person som drabbats av psykos, i synnerhet schizofreni, har ibland symtom på depersonalisationssyndrom. I de fallen är dock detta tillstånd blandat med vanföreställningar och hallucinationer, vilket ofta gestaltar sig genom att personen hittar bisarra förklaringar till sina upplevelser (overklighetskänslorna beror på att personen egentligen är Jesus, att kroppen genomgår en andlig förändring, etc). Det är också vanligt med dylika erfarenheter vid svårare depressioner, ångeststörningar samt inte minst vid dissociativa störningar. Vid dissociativa störningar har den drabbade förlorat självmedvetandet och saknar insikt om sin störning.
Liknande erfarenheter kan också uppkomma av droger, vid temporallobsepilepsi, demens, och vissa neurologiska sjukdomar, och vara ett symtom på andra organiska psykiska störningar.